# Ruch Osadniczy Amana
Ruch Osadniczy Amana (hebr. תנועת ההתיישבות אמנה, Tnu’at ha-Hitjjaszwut Amana) – organizacja osadnicza powstała w 1978 roku w ramach ruchu Gusz Emunim, która zajmuje się budową domów, mieszkań oraz nowych osiedli lub rozwojem osiedli już istniejących. Początkowo obszar działalności Amany ograniczał się do Zachodniego Brzegu i Strefy Gazy, z czasem organizacja podjęła aktywność budowlaną także na Wzgórzach Golan, Negewie i w Galilei.
Współcześnie Amana wchodzi w skład osadniczej organizacji Rada Jesza.

## Historia, działalność, kontrowersje
Amona powstała w ramach ruchu Gusz Emunim w 1978 roku. Początkowo zajmowała się zakładaniem i budową nowych osiedli na Zachodnim Brzegu i w Strefie Gazy. Na początku Amana stawiała sobie za cel propagowanie osadnictwa na wspomnianych obszarach, rozwijanie istniejących osiedli pod względem społecznym, ekonomicznym  i budowlanym. Organizacja postrzegała siebie jako centrum ruchu osadniczego, które zrzeszać będzie wszystkich Izraelczyków. Z czasem ruch rozszerzył swoją aktywność poza Zachodni Brzeg i Strefę Gazy. W 1984 roku Amana podała, że w ciągu roku udało się jej utworzyć 14 osiedli: Micpe Netofa (Galilea), Sa Nur, Jichar, Tel Chajjim (Samaria), Ma’ale Lewona, Eli, Dolew, Adam (Bijmanin), Bet Chaggaj, Otni’el, Amarim, Ma’ale Chewer (Har Chewron), Nisanit (Chof Aza). W 1986 roku Amana podała, że posiadała już 45 osiedli, wśród nich np.: Ofra, Kedumim, Szilo, Teko’a, Micpe Jericho, Elon More, Kefar Adummim, Kochaw ha-Szachar, Ma’on.
W 2007 roku American-Arab Anti-Discrimination Committee oskarżyła Amanę o nakłanianie amerykańskich Żydów do zakupu domów w nielegalnych osiedlach na Zachodnim Brzegu. Według organizacji Amana miała tą działalnością złamać amerykańskie prawo antydyskryminacyjne, a ponadto okłamywała klientów jakoby zakup domów na Zachodnim Brzegu był bez ryzyka i w pełni legalny.
W 2013 roku Amana po raz pierwszy otrzymała zlecenie na budowę na Wzgórzach Golan. Projekt zakładał budowę 36 mieszkań w nowej dzielnicy osiedla Kacrin .
W 2016 roku, po dwuletnim śledztwie Ministerstwa Sprawiedliwości, ujawniono, że Amana od 2012 roku otrzymywała od panamskiego przedsiębiorstwa Fundacion Adar środki finansowe. Na czele Fundacion Adar stał wówczas argentyński biznesmen żydowskiego pochodzenia Diego Adolfo Marynberg, który przelewał na konto powiązanej z Amaną Fundacji Krzewienia Wizji Syjonistycznej fundusze, które z kolei przelewano na konto Amany. W 2012 organizacja otrzymała 6,5 mln szekli, w 2013 – 8,5 mln szekli, a w 2014 – 31,8 mln szekli .
W 2017 roku organizacja Pokój Teraz opublikowała raport z własnego dochodzenia w sprawie powstawania nieautoryzowanych osiedli. Ujawniono między innymi, że Amona otrzymuje od Wydziału Osadnictwa Światowej Organizacji Syjonistycznej za darmo ziemię pod budowę domów, a następnie działki te są sprzedawane wraz z domami osadnikom. Ponadto organizacja finansowała budowę domów, które otrzymały fałszywe pozwolenia na budowę lub tez wznoszone były na ziemi z fikcyjnymi prawami do niej. Swoją działalność Amana finansuje z datków zbieranych przez powiązaną Fundację Krzewienia Wizji Syjonistycznej.
W 2018 roku zaangażowała się w realizację trzech projektów budowlanych Rady Regionu Eszkol w pobliżu granicy ze Strefą Gazy. W planach było między innymi wzniesienie 22 domów w kibucu Kerem Szalom .
W 2019 roku organizacja Pokój Teraz ujawniła, że w latach 90. XX wieku Amana otrzymała działkę na osiedlu Asz-Szajch Dżarrah w Jerozolimie. Dokonanao tego bez przetargu, wyłącznie za jednorazową wpłatą 913 000 szekli. W 2017 roku na tej działce Amana oddała do użytku budynek, w którym władze miejskie Jerozolimy wynajmują powierzchnię o wielkości 713 m², płacąc organizacji 930 892 szekli rocznie. Władze miejskie otwarły tam biuro opieki społecznej dla żydowskich mieszkańców Jerozolimy, ale umowa z Amaną zakłada, że usługi te nie będą dostępne dla ludzi z problemami z alkoholem i narkotykami. W tym samym roku Sąd Najwyższy Izraela zakończył postępowanie w sprawie Amany i przekazywania jej funduszy przez władze samorządowe. W swojej petycji do sądu Pokój Teraz uzasadniała, że w latach 2013–2015 samorządy przekazywały Amanie miliony szekli, które były wykorzystywane do wspierania nielegalnej działalności osadniczej. W swoim wyroku Sąd Najwyższy ustanowił, że od 2020 roku wszelka pomoc finansowa dla Amany będzie wymagała zgody Sądu Najwyższego. W 2020 roku Sąd Najwyższy Izraela odmówił jednak organizacji Pokój Teraz ujawnienia szczegółów kontroli finansowania Amany .
W 2020 roku gazeta „Ha-Arec” podała, że w latach 2018–2019 Rada Regionu Gusz Ecjon przekazała Amanie1,6 mln szekli na tworzenie i rozwój nieautoryzowanych osiedli dla rolników i pasterzy (np. Chawat Pene Kedem), a także na zakup mobilnych domów dla istniejących już nieautoryzowanych osiedli (np. Pene Kedem, Sde Bo’az, Ibej ha-Nachal). Miejsca te rozrastały się z czasem i zostały wstecznie zalegalizowane przez rząd izraelski .
W lipcu 2021 roku dwóch sędziów Sądu Najwyższego ustaliło, że Amana spełnia trzy warunki niezbędne do zdefiniowana jej jako instytucji publicznej. Tym samym uznali, że nie ma przeszkód w tym, aby otrzymywała ona fundusze na swoje cele statutowe. Większością dwóch głosów sędziowskich odrzucono wyrok wskazujący Amanę jako organizację prywatną, nieuprawnioną do otrzymywania pieniędzy publicznych .

## Cele organizacji
Współcześnie Amana jest częścią osadniczej organizacji samorządowej Rada Jesza. Amana wyznacza sobie współcześnie następujące cele:
- tworzenie nowych osiedli,
- zachęcanie Izraelczyków do tworzenia społeczności osadniczych,
- wspieranie istniejących już osiedli,
- absorpcja imigrantów żydowskich w osiedlach,
- budowanie pozytywnego wizerunku osiedli i osadników,
- wykonywanie projektów budowalnych przy pomocy spółki córki Binjanej Bar Amana.